# Chłopice (gromada)
Chłopice – dawna gromada, czyli najmniejsza jednostka podziału terytorialnego Polskiej Rzeczypospolitej Ludowej w latach 1954–1972.
Gromady, z gromadzkimi radami narodowymi (GRN) jako organami władzy najniższego stopnia na wsi, funkcjonowały od reformy reorganizującej administrację wiejską przeprowadzonej jesienią 1954 do momentu ich zniesienia z dniem 1 stycznia 1973, tym samym wypierając organizację gminną w latach 1954–1972.
Gromadę Chłopice z siedzibą GRN w Chłopicach utworzono – jako jedną z 8759 gromad na obszarze Polski – w powiecie jarosławskim w woj. rzeszowskim na mocy uchwały nr 21/54 WRN w Rzeszowie z dnia 5 października 1954. W skład jednostki weszły obszary dotychczasowych gromad Chłopice, Boratyn, Dobkowice i Jankowice ze zniesionej gminy Chłopice w tymże powiecie. Dla gromady ustalono 27 członków gromadzkiej rady narodowej.
31 grudnia 1961 do gromady Chłopice włączono wieś Łowce ze zniesionej gromady Łowce oraz wieś Zamiechów ze zniesionej gromady Kaszyce w powiecie radymniańskim w tymże województwie, które w związku z równoczesnym zlikwidowaniem powiatu radymniańskiego włączono (z powrotem) do powiatu jarosławskiego.
Gromada przetrwała do końca 1972 roku, czyli do kolejnej reformy gminnej. 1 stycznia 1973 w powiecie jarosławskim reaktywowano gminę Chłopice.